# Rómendacil I
En el universo imaginario de J. R. R. Tolkien Rómendacil I fue el Octavo Rey de Gondor. Nacido en 310 de la Tercera Edad, sucedió a su padre Ostoher en 492 T. E.. Su nombre de nacimiento fue Tarostar, palabra quenya que significa "Fortaleza Real. Fue el primer rey en instaurar el cargo de Senescal.
El nombre Rómendacil, que significa Vencedor del Este, le fue dado como Nombre Real, porque bajo el reinado de su padre, condujo a las tropas de Gondor que derrotaron a los Hombres del Este, en las Tierras Pardas en 485 T. E.. Irónicamente murió a manos de los Hombres del Este en el año 541, cuando sólo había cumplido 49 años de reinado. Le sucedió su hijo Turambar.